# Burckhardt Wilhelm von Westerholt
Burckhardt Wilhelm von Westerholt (* 1622; † August 1682) war kurkölnischer Kämmerer.

## Leben

### Herkunft und Familie
Burckhardt Wilhelm von Westerholt, Herr auf Lembeck, zu Alst, Haselünne und Lake, wuchs als Sohn des Bernhard von Westerholt zu Hackfort und seiner Gemahlin Sophia Elisabeth von Westerholt (1600–1638) zusammen mit seinen Geschwistern Hedwig Anna Sophia (* 1631, ⚭ mit Dietrich Hermann von Merveldt), Anna Elisabeth (⚭ mit Rutger Ketteler) und Hermann Otto in der uralten westfälischen Adelsfamilie von Westerholt auf. Am 25. Oktober 1653 schloss er mit Clara von der Recke zu Haren die Ehe, aus der der Sohn Dietrich Conrad (1658–1702) hervorging. Dieser ließ das Schloss Lembeck in den Jahren 1670–1692 zu einem der größten Wasserschlösser des Münsterlandes um- und ausbauen.
Die zweite Eheschließung war am 4. Oktober 1679 mit Anna Gertrud Dirking aus bürgerlichem Stand.

### Werdegang und Wirken
Im Jahre 1634 immatrikulierte er an der Universität Orléans und wurde kurkölnischer Kämmerer. Er erlangte den Titel eines Geheimen Hofrats und war im Jahre 1667 Gesandter auf dem Reichstag zu Regensburg. Sein Sohn Johann Adolf stammt aus einer Beziehung mit Margaretha Borchorst.